# Лейк-Мортон-Беррідейл (Вашингтон)
Лейк-Мортон-Беррідейл (англ. Lake Morton-Berrydale) — переписна місцевість (CDP) в США, в окрузі Кінг штату Вашингтон. Населення — 10 474 особи (2020).

## Географія
Лейк-Мортон-Беррідейл розташований за координатами 47°19′58″ пн. ш. 122°6′14″ зх. д. / 47.33278° пн. ш. 122.10389° зх. д. (47.332870, -122.103967).  За даними Бюро перепису населення США в 2010 році переписна місцевість мала площу 32,31 км², з яких 31,79 км² — суходіл та 0,52 км² — водойми.

## Демографія
Згідно з переписом 2010 року, у переписній місцевості мешкало 10 160 осіб у 3584 домогосподарствах у складі 2913 родин. Густота населення становила 314 особи/км².  Було 3775 помешкань (117/км²).
Расовий склад населення:
| - 87,9 % — білих - 3,0 % — азіатів - 1,6 % — чорних або афроамериканців - 0,9 % — корінних американців - 0,3 % — вихідців з тихоокеанських островів - 2,2 % — осіб інших рас |

До двох чи більше рас належало 4,0 %. Частка іспаномовних становила 5,6 % від усіх жителів.
За віковим діапазоном населення розподілялося таким чином: 23,1 % — особи молодші 18 років, 66,8 % — особи у віці 18—64 років, 10,1 % — особи у віці 65 років та старші. Медіана віку мешканця становила 41,9 року. На 100 осіб жіночої статі у переписній місцевості припадало 105,8 чоловіків;  на 100 жінок у віці від 18 років та старших — 105,5 чоловіків також старших 18 років.
Середній дохід на одне домашнє господарство  становив 105 524 долари США (медіана — 91 875), а середній дохід на одну сім'ю — 117 792 долари (медіана — 102 675). Медіана доходів становила 72 453 долари для чоловіків та 55 811 долар для жінок. За межею бідності перебувало 4,1 % осіб, у тому числі 4,8 % дітей у віці до 18 років та 5,2 % осіб у віці 65 років та старших.
Цивільне працевлаштоване населення становило 5296 осіб. Основні галузі зайнятості: освіта, охорона здоров'я та соціальна допомога — 17,3 %, виробництво — 16,4 %, роздрібна торгівля — 13,9 %.